# ضفادع شائكة الصدر
ضفادع شائكة الصدر أو ضفادع أرضية أو ضفادع الجنادل (الاسم العلمي: Alsodidae)، فصيلة صغيرة من الضفادع من أمريكا الجنوبية توجد بين باتاغونيا وجنوب البرازيل. تحتوي الفصيلة على 30 نوعًا ضمن ثلاثة أجناس. هذه الفصيلة، إلى جانب العديد من الفصائل الأخرى، كانت تُدرج في فصيلة الضفادع الجنوبية. كانت آنذاك فُصيلة من فصيلة ضفادع زرية، قبل أن يتم الاعتراف بها كافصيلة منفصله عام 2011.